# 神保慶宗
神保 慶宗（じんぼう よしむね/のりむね）は、日本の戦国時代の武将。越中守護代家神保氏の当主。父は神保長誠。子に長職。法名は大樹宗。

## 生涯
畠山政長に臣従し、越中神保氏の最盛期を築いた神保長誠の子として誕生。初名は慶良、のち慶宗に改名。いずれも「慶」の一字は、主君にあたる越中守護・畠山尚慶（のち尚順、尚長）より偏諱を受けたものである（弟とされている神保慶明についても同様）。
明応7年（1498年）、父・長誠が支援する足利義尹（のち義稙）の上洛に従うが、六角氏等により阻止されると、義尹に従って周防大内氏（大内義興）の元に滞在した。文亀元年（1501年）の父の死後、内紛を経て神保家当主となった。
しかし永正3年（1506年）3月、突如侵入した加賀一向一揆に敗退し、越後守護代長尾能景を頼る。能景はこれに応えて8月に越中に来援し、長尾・神保勢は婦負郡寒江蓮台寺の戦いにおいて一揆勢を撃破した。ところがその後神保勢は長尾軍に対し非協力的となり、続く般若野の戦いで長尾勢は一揆勢に敗北し、能景は討死を遂げた。この事件を能景の子為景は慶宗の裏切り行為によるものであると見做し、以後両家は度々合戦を繰り返す宿敵となった。
一方の慶宗は、本願寺坊官下間氏との婚姻を進めるなどして一向一揆との和解を進め、守護畠山氏から独立する動きをみせた。このため、永正16年（1519年）に守護・畠山尚長（尚順改め）は同族の能登守護畠山義総と長尾為景を誘い、尚長の猶子・畠山勝王（畠山義英の子）を主将とする神保慶宗征伐の軍を催した。慶宗は二上山城（守山城）に籠城し苦しい戦いを強いられたが、能登畠山軍を急襲して撃退し、窮地を脱した。しかし翌永正17年（1520年）に再び連合軍の侵攻を受け、新庄城の戦いで長尾勢に敗北、敗走中に自刃した。
永正16年（1519年）、放生津出身の24世遊行上人古跡不外に慶宗が勧めた結果、時宗総本山である相模国藤沢清浄光寺が放生津へ移転されることとなった。しかし、慶宗自身の自害により取り止めとなった。